# Tipula wahlgreni
Tipula wahlgreni är en tvåvingeart som beskrevs av Paul Lackschewitz 1925. Tipula wahlgreni ingår i släktet Tipula och familjen storharkrankar. Inga underarter finns listade i Catalogue of Life.